# Platynota stultana
The Omnivorous Leafroller (Platynota stultana) là một loài bướm đêm thuộc họ Tortricidae. Nó được tìm thấy ở México, California, Arizona, Texas, Florida và Hawaii.
Sải cánh dài khoảng 14 mm. Con trưởng thành bay quanh năm. There are four to six generations per year in California.
Ấu trùng ăn a wide range of plants, bao gồm Albizia, Medicago sativa, Amaranthus, Malus, Aster, Persea americana, Phaseolus, Rubus, Vigna unguiculata, Dianthus caryophyllus, Apium graveolens, Trifolium, Beta vulgaris, Zea mays, Cotoneaster, Gossypium, Ribes, Cyclamen, Chrysanthemum, Eucalyptus, Gardenia, Pelargonium, Ginkgo, Vitis, Poaceae, Packera, Juniperus, Chenopodium album, Citrus x limon, Malva, Citrus, Mentha, Prunus persica, Arachis, Pyrus, Capsicum, Pinus, Ambrosia, Rosa, Portulaca grandiflora, Citrus maxima, Sorghum bicolor, Glycine max, Citharexylum spinosum, Actinidia arguta, Solanum lycopersicum, Juglans regia, và Taxus. It is considered a serious pest of greenhouse plants và vineyards. Feeding damage to grape leads to bunch-rot, resulting in crop losses amounting to 80%.